# Asalebria
Asalebria é um gênero de mariposa pertencente à família Crambidae.